# Rhuddanien
Stratigraphie
Hirnantien Aéronien
Ordovicien supérieur
Le Rhuddanien est, dans l'Histoire de la Terre, l'étage chronostratigraphique basal de la première des quatre séries du système Silurien, appelée Llandovery.
Le Rhuddanien s'étend de −443,4 Ma à −440,8 Ma.
Il succède à l'Hirnantien, dernier étage de l'Ordovicien, et est suivi par l'Aéronien.

## Nom et histoire
L'étage est dénommé d'après le lieu-dit Cwm Rhuddan, au sud de Llandovery (Pays de Galles). Le Rhuddanien — et son nom — furent proposés en 1971 par un groupe de géologues britanniques sous l'égide de L. R. M. Cocks.

## PSM et définition
Le point stratotypique mondial (PSM, Global Boundary Stratotype Section and Point, GSSP) pour le Rhuddanien se trouve à Dob's Linn, un lieu près de la ville de Moffat, dans le district de Dumfries and Galloway, au sud de l'Écosse (55° 26′ 24″ N, 3° 16′ 12″ O).
| Système                                            | Série      | Étage        | Âge (Ma)       |
| -------------------------------------------------- | ---------- | ------------ | -------------- |
| Dévonien                                           | Inférieur  | Lochkovien   | plus récent    |
| Silurien                                           | Pridoli    | Pridoli      | 423.0 – 419.62 |
| Silurien                                           | Ludlow     | Ludfordien   | 425.0 – 423.0  |
| Silurien                                           | Ludlow     | Gorstien     | 426.7 – 425.0  |
| Silurien                                           | Wendock    | Homérien     | 430.6 – 426.7  |
| Silurien                                           | Wendock    | Sheinwoodien | 432.9 – 430.6  |
| Silurien                                           | Llandovery | Télychien    | 438.6 – 432.9  |
| Silurien                                           | Llandovery | Aéronien     | 440.5 – 438.6  |
| Silurien                                           | Llandovery | Rhuddanien   | 443.1 – 440.5  |
| Ordovicien                                         | Supérieur  | Hirnantien   | plus ancien    |
| Subdivisions du Silurien d'après l'ICS, août 2018. |            |              |                |

Initialement, lors de la définition de l'étage en 1985, la limite inférieure du Rhuddanien coïncidait, dans le stratotype de Dob's Linn, avec la base de la biozone du graptolite Parakidograptus acuminatus, marquée par l'apparition (First appareance datum, FAD) de ce graptolite et de Akidograptus ascensus, une autre espèce de graptolite. Des études ont montré que A. ascensus apparaissait en dessous du niveau de P. acuminatus dans plusieurs régions, ce qui a entrainé la redéfinition de l'étage. La base du Rhuddanien (et également la limite Ordovicien-Silurien) correspond maintenant à celles des biozones des graptolites Akidograptus ascensus et Parakidograptus praematurus,.
La limite entre le Rhuddanien et de l'étage supérieur, l'Aéronien, correspond à la première date d'apparition de l'espèce de graptolite Monograptus austerus sequens.